# Alfred Neukomm

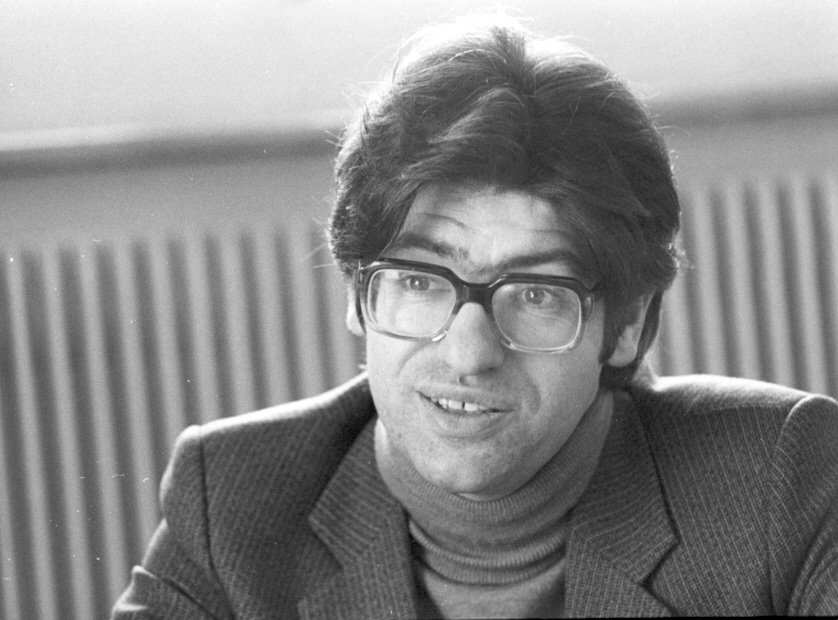
Alfred Neukomm (1986)

Alfred Neukomm (* 9. Januar 1945; heimatberechtigt in Hallau) ist ein Schweizer Politiker (SP).

## Leben
Neukomm war von 1967 bis 1984 geschäftsleitender Sekretär der Stiftung für Konsumentenschutz, von 1970 bis 1979 Grossrat des Kantons Bern und von 1979 bis 1991 Nationalrat. Ab 1985 war er Gemeinderat der Stadt Bern und stand der Direktion der Stadtbetriebe vor. Er verzichtete 2000 auf eine Wiederkandidatur. Neukomm präsidierte als Gemeinderatsmitglied den Verwaltungsrat der Städtischen Verkehrsbetriebe (SVB) und der Gurtenbahn Bern AG, war Vizepräsident des Verwaltungsrats der Kraftwerke Oberhasli AG, der Kraftwerk Sanetsch AG, der Gasverbund Mittelland AG und des Wasserverbunds Region Bern AG. Im Weiteren gehörte er dem Verwaltungsrat der Kernkraftwerk Gösgen AG sowie dem Verwaltungsrat des Regionalverkehrs Bern-Solothurn (RBS) an.
Von 2013 bis 2016 war er Gemeindepräsident von Hallau.